# Revonsaari (ö i Norra Karelen)
Revonsaari är en ö i Finland. Den ligger i sjön Pielisjärvi och i sjön Pielisjärvi och i kommunen Joensuu i den ekonomiska regionen  Joensuu ekonomiska region  och landskapet Norra Karelen, i den sydöstra delen av landet, 400 km nordost om huvudstaden Helsingfors. Öns area är 16,4 hektar och dess största längd är 0,7 kilometer i sydöst-nordvästlig riktning.